# Élections municipales de 1919 en Ille-et-Vilaine
Les élections municipales en Ille-et-Vilaine ont eu lieu les 30 novembre et 7 décembre 1919.

## Maires sortants et maires élus
| Commune             | Population | Maire sortant                     | Parti | Parti     | Maire élu                         | Parti | Parti        |
| ------------------- | ---------- | --------------------------------- | ----- | --------- | --------------------------------- | ----- | ------------ |
| Bain-de-Bretagne    | 4 786      | Jules Jouin                       |       | Rad.      | Charles Ménardais                 |       | Répub.       |
| Cancale             | 7 627      | Charles Mahé                      |       | Répub.    | Louis Dumont                      |       | Union répub. |
| Combourg            | 5 075      | Valentin Cutté                    |       | Répub.    | Émile Bohuon                      |       | Rad.ind.     |
| Dinard-Saint-Énogat | 7 003      | Paul Crolard                      |       | Rad.soc.  | Paul Thorel                       |       | Union répub. |
| Dol                 | 4 804      | Alfred Lejamptel                  |       | Répub.    | Charles Stourm                    |       | URD          |
| Fougères            | 22 178     | René Cordier                      |       | URD       | René Cordier                      |       | URD          |
| Grand-Fougeray      | 3 581      | Charles Chupin                    |       | Cons.     | Charles Chupin                    |       | Cons.        |
| Iffendic            | 3 919      | Aimé Neveu                        |       | Rad.      | Louis Trébert                     |       | Répub.lib.   |
| Janzé               | 4 452      | André de Villoutreys de Brignac   |       | Cons.     | André de Villoutreys de Brignac   |       | Cons.        |
| Louvigné-du-Désert  | 3 725      | Ferdinand Baston de La Riboisière |       | URD       | Ferdinand Baston de La Riboisière |       | URD          |
| Martigné-Ferchaud   | 3 584      | Charles Doudet                    |       | Lib.cons. | Charles Doudet                    |       | Lib.cons.    |
| Maure               | 3 844      | Jean-Marie Barré                  |       | Rép.G     | Jean-Marie Barré                  |       | Rép.G        |
| Paramé              | 5 705      | Joseph Jumelais                   |       | Lib.      | Joseph Jumelais                   |       | Lib.         |
| Pipriac             | 3 756      | Louis Boutié                      |       | Lib.      | Louis Boutié                      |       | Lib.         |
| Plélan              | 3 534      | Emmanuel Pinson                   |       | Lib.      | Emmanuel Pinson                   |       | Lib.         |
| Pleurtuit           | 4 084      | Joseph Brugaro                    |       | Répub.    | Joseph Brugaro                    |       | Répub.       |
| Redon               | 6 699      | Étienne Gascon                    |       | Rad.ind.  | Jules Cahour                      |       | Rad.soc.     |
| Rennes              | 79 372     | Jean Janvier                      |       | Rad.      | Jean Janvier                      |       | Rad.         |
| Saint-Malo          | 12 371     | Alphonse Gasnier-Duparc           |       | Rad.soc.  | Alphonse Gasnier-Duparc           |       | Rad.soc.     |
| Saint-Servan        | 12 823     | Léonce Demalvilain                |       | Rép.G     | Eugène Brouard                    |       | Répub.       |
| Vitré               | 10 613     | Georges Garreau                   |       | Rad.      | Georges Garreau                   |       | Rad.         |